# JCB Dieselmax
JCB Dieselmax je najhitrejše dizelsko gnano vozilo na svetu. Andy Green je leta 2006 z njim dosegel hitrost 560 km/h. Poganjata ga dva dizelska motorja JCB444, vsak s 750 konjskimi silami. Dieselmax je 9,1 metra dolg, 1,15 metra širok in težak 2,7 ton.